# Borgo (Nocera Inferiore)
(Domenico Rea, Ninfa plebea)
Il Borgo (in dialetto locale Bùvero), è uno dei più popolosi e storici rioni di Nocera Inferiore, fa parte del quartiere Storico.

## Geografia

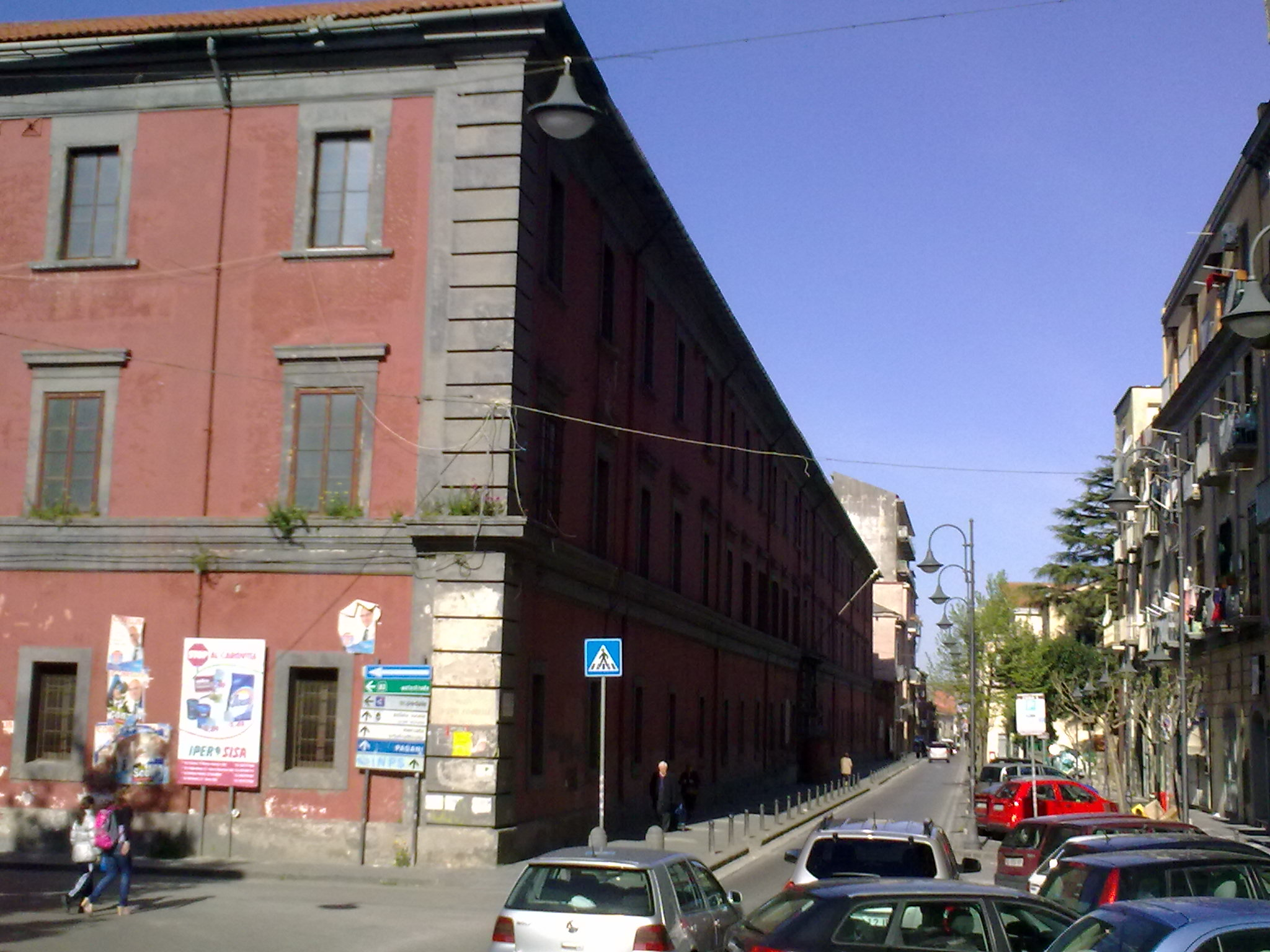
Prospetto del Borgo

Il rione si sviluppa alle falde della collina del Parco, zona collinare di Nocera Inferiore, nei pressi dell'Alveo comune nocerino, occupa, insieme all'Arenula e al Mercato il primo nucleo abitativo di Nocera a partire dal medioevo. Comprende anche Largo Sant'Antonio.
Da una sua appendice si forma parte del caseggiato di Sperandei.

## Storia

### Antefatti
Dopo la Battaglia dei Monti Lattari le mura dell'antica Nuceria perdono la loro funzione difensiva. La città comincia a spopolarsi. Intorno al 600, la città di Nocera cadrà definitivamente in mano longobarda.
Intorno al X secolo, per opera dei monasteri di San Massimo e Santa Sofia di Salerno, fu avviata un'ampia opera di bonifica dei territori incolti dell'Agro Nocerino.
Intorno al 984 nasce la firmitas nova nucerina, che si sviluppa come castello sulla cima della collina di Sant'Andrea.
Il sistema difensivo è completato prima dalla nascita di strutture difensive a Pucciano, Lanzara di Castel San Giorgio, e a Roccapiemonte poi nel 1042.
La città di Nuceria rinasce intorno al nucleo difensivo della collina di Sant'Andrea.

### Nascita e sviluppo del Borgo

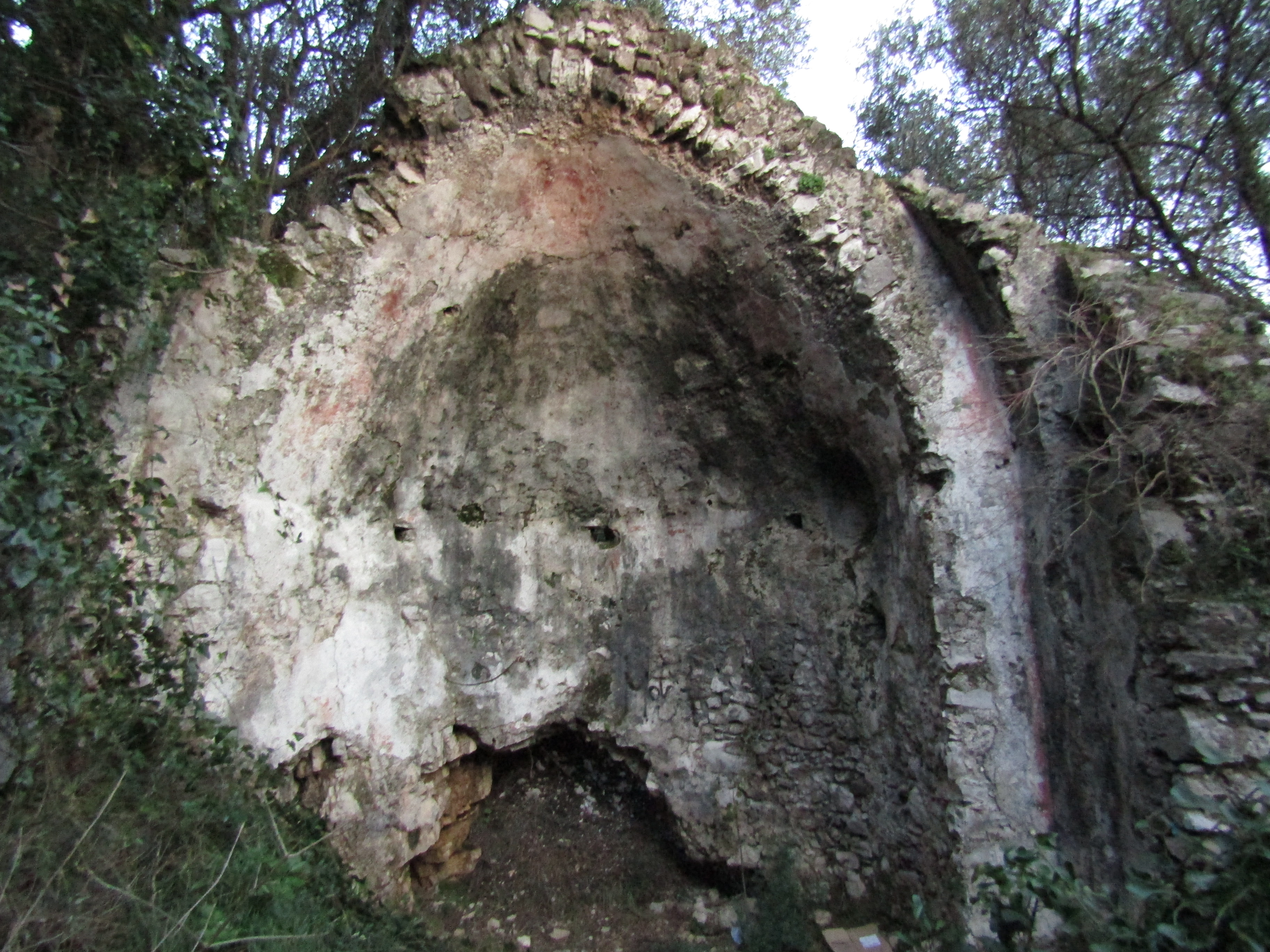
Resti della chiesetta di Santa Margherita

Inizialmente la zona, centro del nuovo nucleo abitativo, era chiusa in un sistema murario, con tanto di fossato che dava sul fiume detto dei Corvi.
I due portali davano uno su di una zona detta di San Biagio (qui vi sorgeva l'omonima chiesa, oggi scomparsa) ed un altro sulla zona del Mercato).
Nel X secolo, vi fu costruito, a ridosso delle torri di Santojassi un convento ed ospedale dei poveri, divenuto poi San Giovanni in Parco.
Sicuramente la zona fu interessata dalle truppe normanne e ribelli durante la Battaglia di Nocera del 24 luglio 1132.
Più tardi, intorno al 1256, il signore di Nocera, un Filangieri, fece edificare un convento dedicato a San Francesco. Nel 1282, il vescovo di origini nocerine Pietro, consigliere di Carlo II di Napoli, eresse un monastero domenicano, dedicato a Sant'Anna al confine con l'ospedale dei poveri, verso Merichi e Cicalesi. 
Il Borgo fu teatro nel 1386 dell'assedio ad Urbano VI da parte di Carlo di Durazzo e della conseguente tentata congiura dei cardinali ai danni del Papa.
In quei secoli sorse lungo i crinali della collina la chiesetta di Santa Margherita di cui oggi non resta che un rudere (vi si scorge appena una parte di affresco relativo a un Cristo Pantocratore che decorava l'abside).
Inoltre erano presenti le strutture di San Salvatore de Castro e San Benedetto de Pede castro, oggi totalmente scomparse.

### Rinascimento

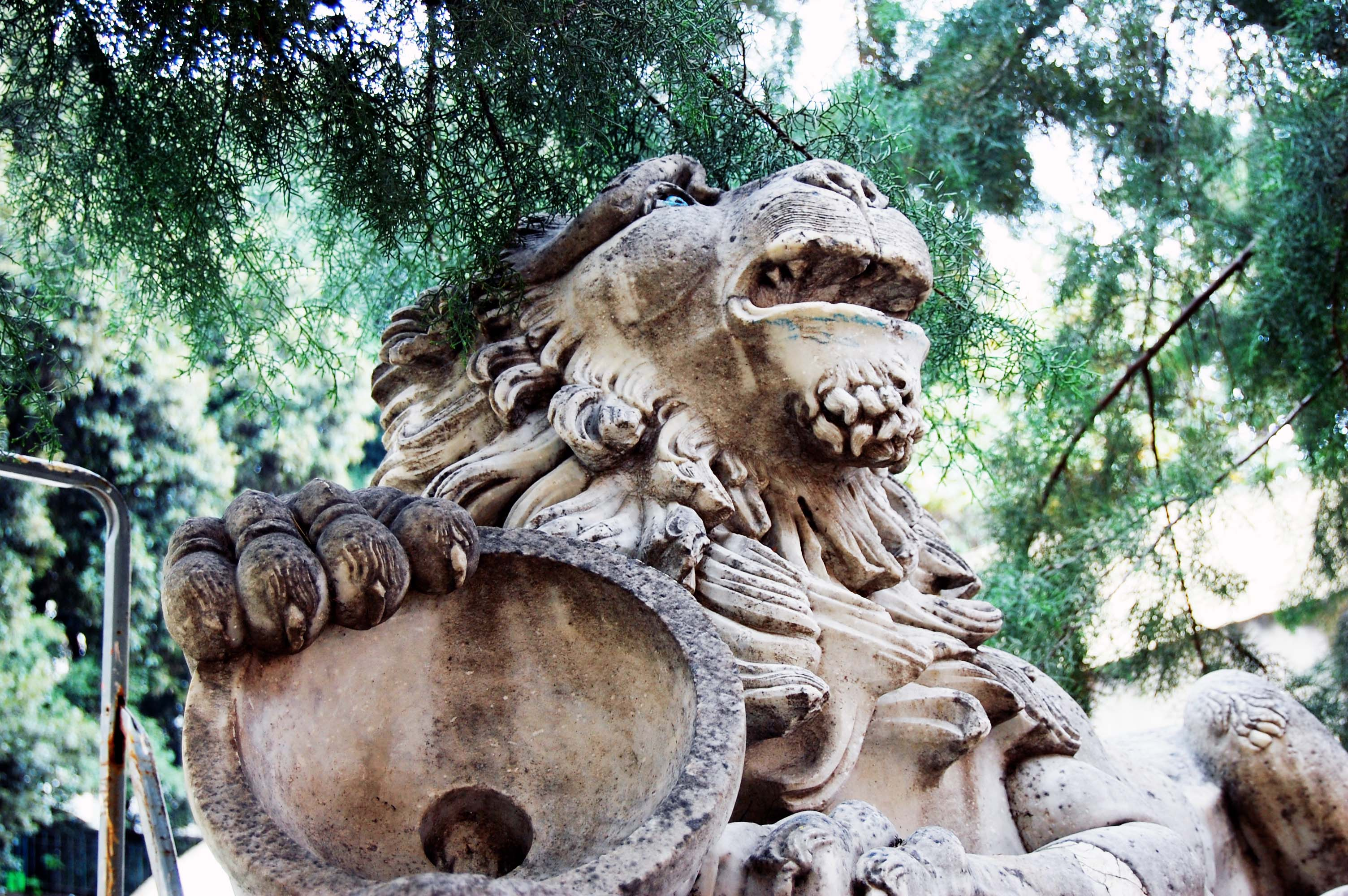
Leone del Giardino di Delizie

Nel 1521 i Carafa acquistano Nocera dei Pagani e si stabiliscono nel Castello del Parco; nel 1530 il duca Tiberio Carafa costruisce un imponente palazzo ducale ed un esteso giardino, con una splendida fontana, detto di Delizie. Ivi sicuramente alloggiarono Bernardino Telesio e Torquato Tasso. 
Lo sfarzoso palazzo fu saccheggiato durante una sommossa popolare.
In questi anni divenne parte della vastissima università di Nocera Corpo.
Nel 1563, il duca Alfonso costruì, a mezza costa sulla collina del Parco, il convento di Sant'Andrea.
Nel 1565 la Chiesa Madre costruì la cappella del Corpo di Cristo, divenuta poi chiesa autonoma nell'Ottocento.

### '600 e '700: i Solimena
Al Borgo si stabilì il pittore Angelo Solimena, capofamiglia di quella che sarà ricordata come una generazione di grandi artisti: lui era infatti padre di Francesco Solimena ed era imparentato anche col giovane Orazio Solimena; si presume che la loro casa si trovasse nella strada che oggi è proprio a loro dedicata.

### Carlo III ed ilGran Quartiere

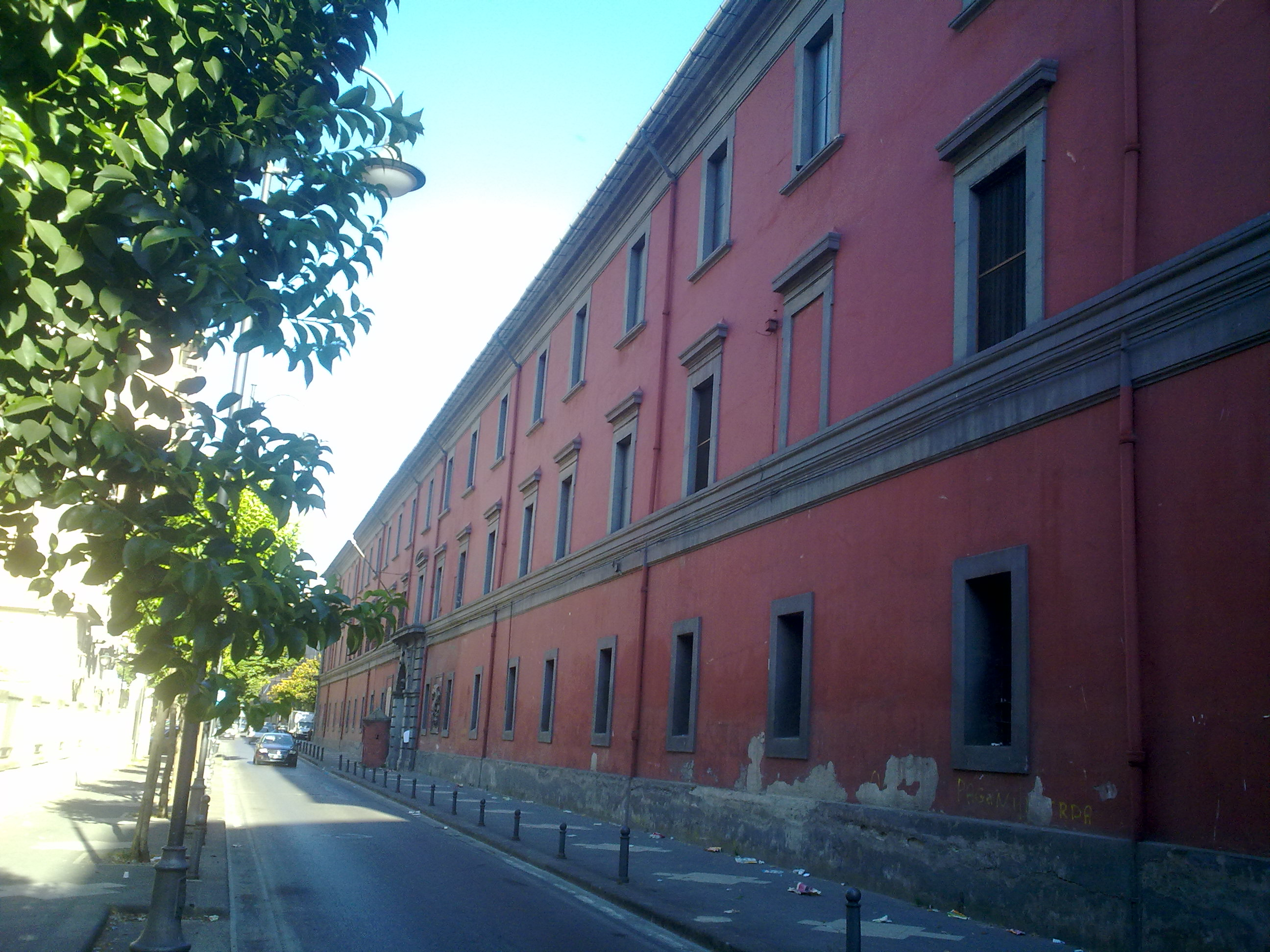
Prospetto della Caserma

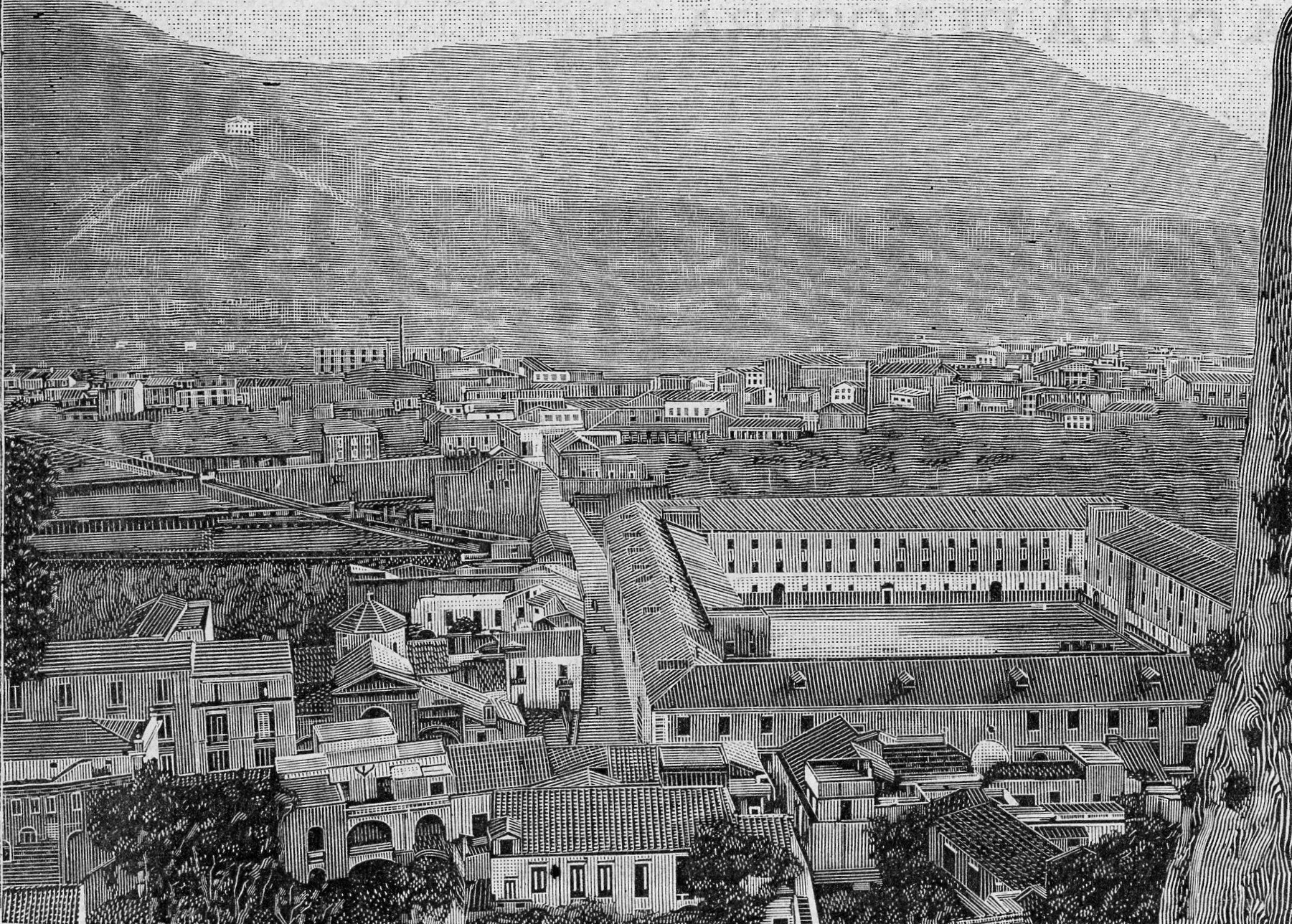
Il borgo in una xiloghrafia del 1902

Il palazzo ducale versava nel totale abbandono quando, nel XVIII secolo, il re di Napoli Carlo di Borbone lo acquistò e, dopo averlo fatto demolire, fece erigere un'enorme caserma deviando il corso del rivo dei Corvi. Il complesso, denominato "Gran Quartiere", fu uno dei dispiegamenti militari maggiori, fino al XX secolo. 
Fu in questi anni che la zona al di là del Largo di San Biagio vide una discreta edificazione di case, la zona divenne nota come Quartiere Borbonico, in tale contesto si creò il luogo comune delle Case nocerine con due porte.

### XIX secolo
Nel 1815, Gioacchino Murat si rifugiò presso San Giovanni in Parco. Nella stessa epoca vi crebbe il poeta nocerino Saverio Costantino Amato.
Nel 1851 la zona entrò a far parte del comune di Nocera Inferiore.

### Epoca contemporanea
Durante la seconda guerra mondiale la zona fu colpita da alcuni bombardamenti.
Negli anni '50 e '60, in pieno boom economico, la zona fu interessata da diverse edificazioni industriali.

## Cultura

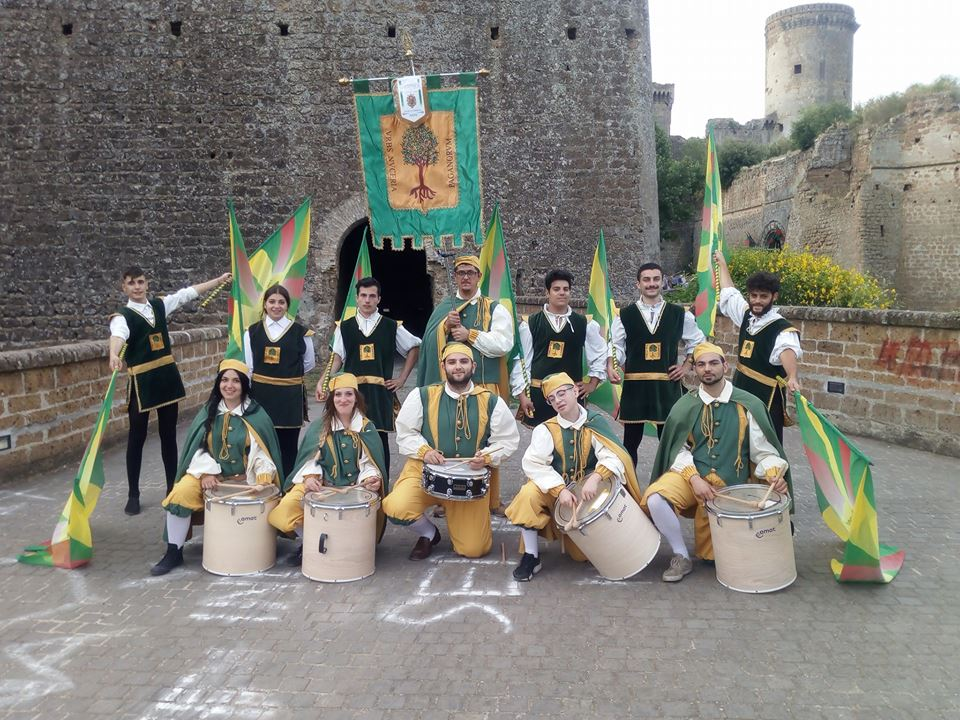
Il Gruppo Nuovo di Sant'Antonio, a Nepi nel 2018

Centro della storia nocerina, il Borgo è sempre stato un luogo enormemente interessante, per patrimonio artistico e culturale.
Basti pensare al Museo archeologico dell'agro nocerino ed alla Pinacoteca del convento di Sant'Antonio.
Il borgo era anche il capolinea del Corteo storico che rievocava l'elezione dei sindaci universali di Nocera dei Pagani, organizzato dall'Associazione per l'Elezione dei Sindaci Universali della Città di Nocera.
Dal 2013 è attiva l'associazione Sbandieratori e Musici Città di Nocera de' Pagani, sorta dal gruppo di sbandieratori parte dell'ente  per l'elezione dei Sindaci Universali, attivo fino al 2012 congiunto al gruppo del Casale del Pozzo. Dal 2019 al 2022 l'associazione è stata affiliata alla Federazione Italiana Sbandieratori, dal 2024 è affiliata alla Lega italiana sbandieratori.
Fino al 2020 era attiva in loco Radio Kolbe, la radio ufficiale del convento. 
I culti di Antonio di Padova e del Corpo di Cristo sono fortemente radicati.